# Halvfariuddens gravfält
Halvfariuddens gravfält var ett gravfält med fångstmarksgravar beläget på östra stranden av Övre Grundsjön i Hede socken i Härjedalen. Det bestod av åtta runda stensättningar varav sju innehöll brända ben. I anslutning till en av stensättningarna hittades horn av älg och ren, varav ett har daterats till 627 e.Kr., det vill säga vendeltid. Gravfältet är nu överdämt.

## Upptäckt och undersökning
Inför dämningen av Grundsjöarna genomfördes en kulturhistorisk inventering 1968. På Halvfariudden på östra sidan av Övre Grundsjön hittades då ett gravfält som grävdes ut av Riksantikvarieämbetet 1971.

## Gravfältet
På Halvfariudden fanns åtta runda stensättningar, tre–fem meter i diameter och två–åtta decimeter höga. I sju av stensättningarna fanns brända ben, antingen utspridda eller i mindre koncentrationer, varför dessa anläggningar tolkades som gravar. Älg- och renhorn förekom i anslutning till en av gravarna. Ett av dessa renhorn har med kol 14-metoden daterats till 627 e.Kr., det vill säga vendeltid.
Gravfältet på Halvfariudden har likheter med två andra gravfält från järnåldern i Härjedalen, Krankmårtenhögen och Smalnäset, både genom det strandnära läget och genom förekomsten av älg- och renhorn, men verkar ha tillkommit några hundra år senare.